# Leon Grotowski
Leon Grotowski (3. dubna 1834 Jaćmierz – 4. června 1922 Vídeň) byl rakouský šlechtic a politik polské národnosti z Haliče, na konci 19. století poslanec Říšské rady.

## Biografie
Působil jako poslanec Říšské rady (celostátního parlamentu Předlitavska), kam usedl ve volbách roku 1885 za kurii velkostatkářskou v Haliči. Ve volebním období 1885–1891 se uvádí jako rytíř Leon von Grotowski, statkář, bytem Jaćmierz. Na Říšské radě v roce 1885 je uváděn coby člen Polského klubu.
Zemřel v červnu 1922 ve Vídni, kde byl i pohřben.